# Born Center
Het Born Center is een overdekte winkelcentrum in de wijk Born in het stadsdeel Osdorf van Hamburg. 

## Ligging
Het winkelcentrum ligt in de wijk Born in het stadsdeel Osdorf aan de westzijde van Hamburg. Aan de noordzijde grenst het winkelcentrum aan de Kroonhorst, aan de oostzijde grenst het aan de Bornheide en aan de zuidzijde aan de Achtern Born, waar het gedeeltelijk grenst aan een kantoorgebouw. Aan de westzijde grenst het complex aan een wooncomplex.  

## Geschiedenis
Het complex is gelegen in Osdorfer Born, een geplande nieuwbouwwijk met veel hoogbouw. De wijk is gebouwd eind jaren 1960, begin jaren 1970. Het winkelcentrum zelf dat het centrum van de wijk vormt, werd geopend in 1974.

## Gebruik
Het complex heeft een totale oppervlakte van ca. 13.500 m² en biedt onderdak aan ongeveer 36 winkels op de begane grond. De ankerhuurders van het winkelcentrum zijn Woolworth en de supermarkten Rewe, Netto en Aldi. Daarnaast zijn er 10 artsenpraktijken en is er 7.000 m² ruimte voor dienstverleners. Het centrum beschikt over ca. 300 parkeerplaatsen.  

## Eigendom en Beheer
Het complex is in eigendom van Von Mallesch Erben GmbH & Co. KG. Het beheer van het complex is in handen van Amblank Immobilienverwaltung e. K.